# Chengqian
Chengqian (kinesiska: 城前镇, 城前) är en köping i Kina. Den ligger i provinsen Shandong, i den östra delen av landet, omkring 150 kilometer söder om provinshuvudstaden Jinan. Antalet invånare är 71465. Befolkningen består av 34 940 kvinnor och 36 525 män. Barn under 15 år utgör 16,0 %, vuxna 15-64 år 72 %, och äldre över 65 år 11,0 %.
Genomsnittlig årsnederbörd är 828 millimeter. Den regnigaste månaden är juli, med i genomsnitt 252 mm nederbörd, och den torraste är januari, med 4 mm nederbörd.